# بوب مكارثي
بوب مكارثي (بالإنجليزية: Bob McCarthy)‏ هو لاعب كرة قدم بريطاني في مركز ظهير ‏، ولد في 21 نوفمبر 1948 في لیندهرست ‏ في المملكة المتحدة. لعب مع نادي بول تاون ونادي ساوثهامبتون.